# 뽕 (소설)
《뽕》은 나도향이 1925년 잡지 개벽에 발표한 소설이다. 

## 주인공
- 김삼보(金三甫):강원도 철원군(鐵原) 용담(龍潭)에 거주하며 키가 작고 동네 주민에게 놀림을 당한다. 나중에 안협집의 행실에 대해 알게 된다.
- 안협집:김삼보의 아내로 옛 행정구역인 안협(安峽)출신으로 15~16세에 참외 한개를 받고 사내들에게 정조를 빌린(성관계를 맺은) 적이 있다. 여러 서방과 잠자리를 같이 하나 한번 맘에 들지 않는 사람과는 관계하지 않는다.
- 삼돌이:동네 머슴으로 안협집과 관계를 맺으려 하나 실패한다.

## 같이 보기
- 뽕 (영화)
- 1996 뽕